# Aerospace Industries Association
Aerospace Industries Association (AIA) riunisce le maggiori industrie della difesa e del settore aerospaziale statunitense. Essa è impegnata a una funzione di sensibilizzazione educativa presso il sistema scolastico statunitense su temi di cultura ingegneristica e della sicurezza. L’associazione stabilisce gli standard ingegneristici nella costruzione delle armi, degli aeromobili, degli impianti di sicurezza e difesa.